# Bob Addy
Robert Charles „Bob“ Addy (* 24. Januar 1941 in Northwood, London) ist ein ehemaliger britischer Radrennfahrer und nationaler Meister im Radsport.

## Sportliche Laufbahn
Addy war Teilnehmer der Olympischen Sommerspiele 1964 in Tokio. Im Mannschaftszeitfahren belegte das britische Team mit Addy, Mike Cowley, Derek Harrison und Colin Lewis den 15. Rang.
1962 startete er im Straßenrennen der Commonwealth Games und gewann eine Etappe im Milk Race. Er fuhr auch die Internationale Friedensfahrt und wurde 43. in diesem Etappenrennen.
1963 siegte er in der nationalen Meisterschaft im Straßenrennen der Amateure vor John Clarey. 1964 wurde er Zweiter im Manx International, dem damals bedeutendsten internationalen Eintagesrennen in Großbritannien.
Von 1965 bis 1973 fuhr er als Berufsfahrer. 1966 und 1968 gewann er mit der Tour of the Hopfields ein kleineres Etappenrennen. 1968 startete er in der Tour de France, schied jedoch aus der Rundfahrt aus. Seinen letzten größeren Erfolg hatte er 1969 mit dem Sieg in der Tour of the West. Alle seine Siege errang er in Rennen auf der britischen Insel.